# 拉鲁家族

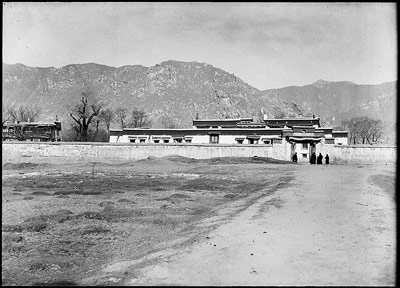
拉萨附近的拉鲁家府邸（摄于1921年）

拉鲁家族（藏語：ལྷ་ཀླུ་，威利转写：lha klu，THL：Lhalu），全称拉鲁嘎察（藏語：ལྷ་ཀླུ་དགའ་ཚལ་，威利转写：lha klu dga' tshal，THL：Lhalu Gatsel），西藏贵族，是八世达赖与十二世达赖所在的尧西家族。该家族曾是西藏最富有的家族，全盛时拥有三十个卡（庄园）。
该家族的奠基人是八世达赖之父索南达吉，不过去世较早。他育有三子，八世达赖强白嘉措为第三子，长子索诺木达喜则被乾隆帝封为辅国公。而索诺木达喜的长子罗桑土登旺秋则是第四世哲布尊丹巴呼图克图。强白嘉措还有一位堂侄是第七世班禅额尔德尼。
该家族此后的传承延续已不可考。1858年（咸丰八年），中央政府下令十二世达赖成烈嘉措的家族与八世达赖的家族混居，两个家族便合二为一。次年成烈嘉措之父彭错策旺被咸丰帝封为公爵。后来彭错策旺长子伊喜罗布汪曲承袭了其父的爵位。

## 人物
以下为拉鲁家族的主要人物：

### 早期
- （佚名）
  - 子：索南达吉（བསོད་ནམས་དར་རྒྱས་，bsod nams dar rgyas）
    - 长子：索诺木达喜（བསོད་ནམས་བཀྲ་ཤིས་，bsod nams bkra shis，？－1782年），1781年被乾隆帝封为辅国公，1782年在库伦逝世。
      - 长子：罗桑土登旺秋（བློ་བཟང་ཐུབ་ལྡན་དབང་ཕྱུག་，blo bzang thub ldan dbang phyug，1775年－1813年），第四世哲布尊丹巴呼图克图。
      - 次子：拉布丹纳木扎勒（རབ་བརྟན་རྣམ་རྒྱལ་，rab brtan rnam rgyal，？－1803年），1782年承袭辅国公爵位，1784年赐孔雀花翎。他去世后，因无嗣，其爵位被废置。

    - 次子：罗桑多吉（བློ་བཟང་རྡོ་རྗེ་，blo bzang rdo rje，？－1791年），曾任芒若寺住持。后与驻藏大臣巴忠发生矛盾，1790年乾隆帝勒令将其与罗桑格敦扎巴一同解送至北京，1791年受乾隆帝召见，并赐其堪布头衔。
    - 三子：强白嘉措（བྱམས་སྤེལ་རྒྱ་མཚོ་，byams spel rgya mtsho，1758年－1804年），第八世达赖。

  - 子：罗桑彭措（བློ་བཟང་ཕུན་ཚོགས་，blo bzang phun tshogs，？－1790年），与第六世班禅额尔德尼的关系十分密切，1780年他曾派特使迎接班禅遗体。同年乾隆帝赐其一枚印章。
    - 子：罗桑格敦扎巴（བློ་བཟང་དགེ་འདུན་གྲགས་པ་，blo bzang dge 'dun grags pa，？－1792年），达赖同母异父兄弟，1789年出任乃德珠寺住持。1790年与罗桑多吉一同解送至北京，1791年受乾隆帝召见，并赐其堪布头衔。

  - 子：（佚名）
    - 子：班丹顿珠（དཔལ་ལྡན་དོན་གྲུབ་，dpal ldan don grub，？－1789年），1787年被封为辅国公，并赐珊瑚顶戴、孔雀花翎。
      - 子：罗桑丹巴尼玛（བློ་བཟང་བསྟན་པའི་ཉི་མ་，blo bzang bstan pa'i nyi ma，1782年－1853年）：第七世班禅额尔德尼。

### 后期

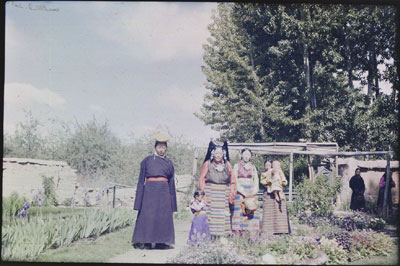
拉鲁拉姜与家族成员在德喜林卡

- 彭错策旺（ཕུན་ཚོགས་ཚེ་དབང་，phun tshogs tshe dbang，？－1865年），1859年（咸丰九年）被咸丰帝封为公爵。
  - 长子：伊喜罗布汪曲（ཡེ་ཤེས་ནོར་བུ་དབང་ཕྱུག་，ye shes nor bu dbang phyug，？－1891年），1866年继承其父爵位，1868年赐以三品官、孔雀顶翎。1875年监造了布达拉山的达赖灵塔。1880年出任噶伦。1888年英国出兵西藏，他被任命为锡金边境藏军总司令。
    - 子：晋美朗杰，（约1884年－1918年），1892年承袭爵位。先后有三任妻子，分别为噶伦夏扎·班觉多吉的两位女儿与班觉多吉之妹央宗次仁。
      - 遗孀：拉鲁拉姜（ལྷ་ལྕམ་，lha lcam，1876年－1959年）：本名央宗次仁，夏扎·班觉多吉之妹。在嫁入拉鲁家族前还曾为朗顿·顿珠多吉外室。
        - 子：彭措若吉（ཕུན་ཚོགས་རབ་རྒྱས་，phun tshogs rab rgyas，1904年－1920年）：拉鲁拉姜与朗顿公爵之子，司伦朗敦的同父异母弟，十三世达赖之侄，1919年承袭爵位。
        - 丈夫：次旺多吉（ཚེ་དབང་རྡོ་རྗེ་，tshe dbang rdo rje，1914年－2011年）：龙厦·多吉次杰之子，彭措若吉去世后由十三世达赖选中进入拉鲁家以继承家族产业。1934年21岁时与58岁的拉鲁拉姜成婚。1940年又娶第二任妻子吞巴·索朗德吉（拉鲁拉姜的外甥女）。他于1946年至1952年间担任噶伦，并曾兼任昌都总管。1959年藏区骚乱时为藏军总司令。被捕后思想逐渐改变，1983年起任西藏自治区政协副主席。
          - 女：次仁旺姆，嫁给桑颇·桑珠诺布。
          - 长子：贡觉坚赞，曾任西藏自治区交通厅办公室副主任。
          - 次子：晋美曲英，1951年被认定为第十世达那活佛，后任日喀则地区佛教协会副会长。
          - 三子：强巴丹增，1953年被认定为普觉活佛。
          - 四子：甲热·洛桑丹增（1953年－），1954年被认定为甲热活佛，现任西藏自治区人民政府副主席。

    - 子：济美南杰（འཇིགས་མེད་རྣམ་རྒྱལ་，'jigs med rnam rgyal，？－约1912年）。

  - 次子：钦若洛卓济美（མཁྱེན་རབ་བློ་གྲོས་འཇིགས་མེད་，mkhyen rab blo gros 'jigs med），1861年为夏萨巴。
  - 三子：成烈嘉措（འཕྲིན་ལས་རྒྱ་མཚོ་，'phrin las rgya mtsho，1857年－1875年），十二世达赖。